# Felipe Francisco Molina y Bedoya
Felipe Francisco Molina y Bedoya fue un diplomático de Costa Rica, nacido en la ciudad de Guatemala, hijo de Pedro Molina Mazariegos, Canciller de la República Federal de Centroamérica, y María Dolores Bedoya, y hermano de Luis y Manuel Ángel Molina Bedoya.

## Biografía
Cursó estudios en Filadelfia, Estados Unidos. Fue ministro plenipotenciario de Costa Rica en Nicaragua, donde suscribió el tratado Molina-Juárez, relativo a la cuestión limítrofe entre ambos países. Posteriormente fue ministro plenipotenciario de Costa Rica en la Gran Bretaña, Francia, España, la Santa Sede y los Estados Unidos. En 1850 firmó en Madrid el Tratado Molina-Pidal, mediante el cual España reconoció la independencia de Costa Rica. Publicó en Europa el Bosquejo de la República de Costa Rica, primera obra dedicada específicamente a dar a conocer este país y que fue traducida a varios idiomas. También suscribió en nombre de Costa Rica el tratado Molina-Webster con los Estados Unidos, el tratado Molina-Tosta con los Países Bajos, y el tratado Molina-Marcoleta con Nicaragua. Murió en Washington, Estados Unidos, en 1855.
- Datos: Q5441977